# Егоров, Владимир Александрович (футболист)
Владимир Александрович Егоров (4 апреля 1979, СССР) — российский футболист, нападающий.

## Карьера
Воспитанник «Центр-Р-Кавказ». На серьезном взрослом уровне дебютировал в первом дивизионе за нальчикский «Спартак», за который провел три сезона. В подэлитной лиге также выступал за «Газовик-Газпром» из Ижевска. Первую половину сезона 2004 года отыграл в клубе казахстанской Суперлиги «Женис». Всего в местной элите форвард провел за команду восемь матчей и забил один гол. Последним профессиональным коллективом в карьере Егорова стала «Дружба» из Майкопа.